# Свято-Миколаївський собор (Євпаторія)
Собор Святителя Миколи Чудотворця (Свято-Нікольський, Свято-Миколаївський собор) — другий у Криму за висотою, площі та місткості. Одночасно в соборі можуть перебувати 2 000 прочан. Є однією з домінант історичного облику Євпаторії. Євпаторійський храм був закладений у 1893 році в пам'ять визволення міста від ворожих військ під час Кримської війни.

## Історія

### Передумови заснування собору
У роки Кримської війни, коли Євпаторія була зайнята іноземцями, місцева Миколаївська церква сильно постраждала (храм позбувся дзвіниці, іконостасу, церковних книг, архіву). Наряду із величними мечетями, що стояли поруч, церква програвала. Велика грецька громада неодноразово порушувала питання про побудову нового храму. І лише після визволення Євпаторії після Кримської війни було прийнято рішення звести новий Миколаївський собор. Ініціатором будівництва виступив протоієрей Яків Чепурин, який у 1891 році почав збирати пожертви. Сам протоієрей до освячення собору не дожив.

### Заснування собору
Перед початком будівництва гроші на собор збирали два роки. До збору грошей долучилися караїмська, єврейська, мусульманська, вірменська та грецька громади, а також міська скарбниця. У 1892 році імператор Олександр III виділив 36 тисяч рублів (чимала сума на той час). Собор був закладений 11 липня (за старим стилем) 1893 року. Але незважаючи на солідні пожертвування всього міста, грошей катастрофічно не вистачало. Протоієрей Яків Чепурин закладав цінності своєї сім'ї, віддавав свій прибуток. Урочисте освячення собору відбулося 16 лютого 1899 року. 16 травня 1916 собор відвідала царська сім'я.

### Радянський період
За радянської влади собор періодично закривали і відкривали. У соборі були і художня майстерня, і складське приміщення для житі. За часів Другої світової війни був отриманий наказ підірвати собор, але наказ виконати не встигли. Німецькі і румунські військові, що змінили їх, дозволили проводити богослужіння.

### Новітній час
У 1990 році у Воронежі було замовлено і відлито чотирнадцять дзвонів. 22 травня 1993 року містяни встановили на фасаді Свято-Миколаївського собору пам'ятну дошку на честь 100-річчя від дня його заснування. 16 лютого 1999 року тут урочисто відкрили ще одну дошку, приурочену до 100-річчя освячення собору.

## Архітектура
Свято-Миколаївський собор є дивною пам'яткою храмового будівництва. Він вважається подобою Собору Святої Софії в Константинополі. Храм в архітектурному плані являє собою восьмикутник (октагон), перекритий величезним монолітним бетонним куполом, діаметром 18 метрів і вагою 156,6 тонни. У храмі є три престоли: центральний — в ім'я святителя Миколи Мирлікійського, праворуч від нього — престол св. князя Олександра Невського. Лівий малий престол присвячений апостолу Якову Зеведєєву. У соборі первопочаткові розписи купола, склепінь, стін, лики святих, іконостас, люстри не збереглися.
|  |  |  |  |